# 円光院 (練馬区)
円光院（えんこういん）は、東京都練馬区にある真言宗豊山派の寺院。豊島八十八ヶ所霊場第十一番札所。

## 概要
戦国時代末期、円長法師（1585年寂）によって開山された。寺の南に池があったことから山号を「南池山」、貫井の寺ということから寺号は「貫井寺」にした。
円長法師は修行中に足腰の痛みを感じたため、様々な治療を試みたが効果が無かった。そこで武蔵国秩父郡の子聖権現（現・埼玉県飯能市の天龍寺）に遥拝祈願することになった。円長法師は夢の中でお告げを聞き、お告げ通りの石を掘り当てて、患部を擦ると快癒した。円長法師はこれに感謝して、その石を「霊石」として奉安するとともに、子聖権現を勧請して寺を建てたという。
当院の子聖権現は12年に一度、「子の年・子の月・子の日」に開帳される。また観音堂に安置されている十一面観世音菩薩は「子ノ聖観世音」として知られている。

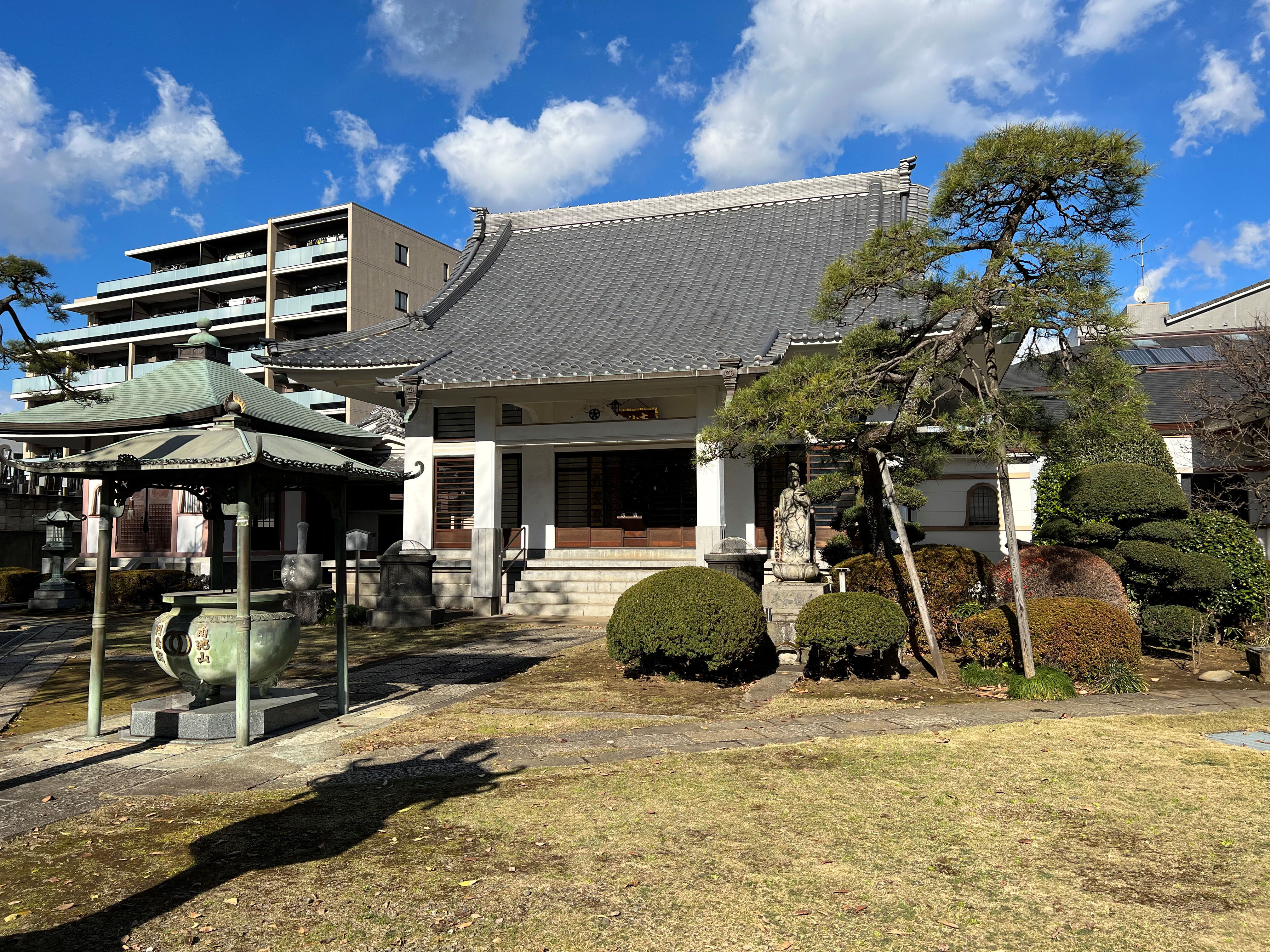
本堂
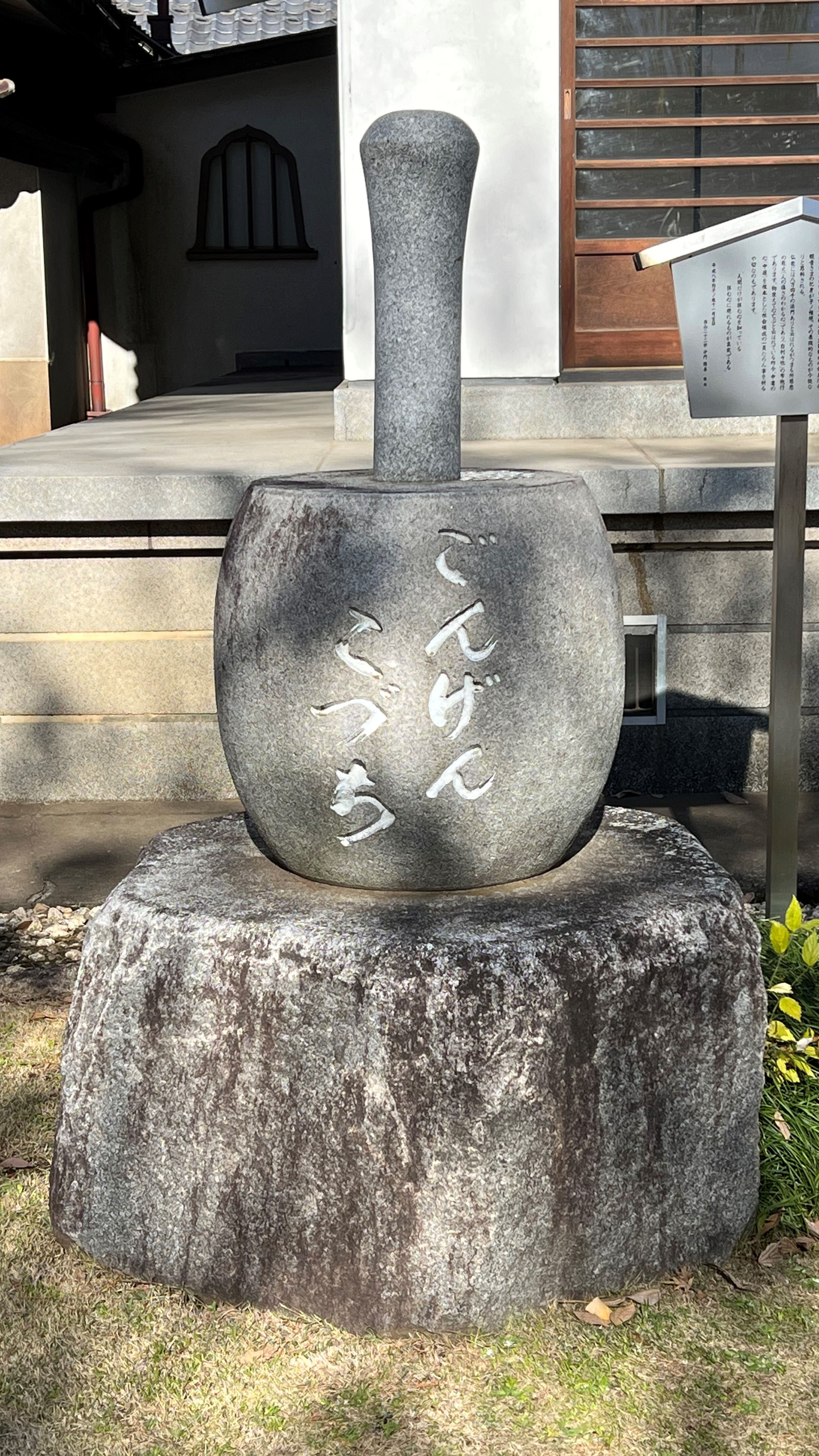
権現小槌

## 交通アクセス
- 中村橋駅より徒歩8分。